# Diplomitoporus rimosus
Diplomitoporus rimosus är en svampart som först beskrevs av William Alphonso Murrill, och fick sitt nu gällande namn av Gilb. & Ryvarden 1985. Diplomitoporus rimosus ingår i släktet Diplomitoporus och familjen Polyporaceae.   Inga underarter finns listade i Catalogue of Life.